# Croton humbertii
Espèce
Classification APG III (2009)
Croton humbertii est une espèce de plantes à fleurs du genre Croton et de la famille des Euphorbiaceae présente au centre de Madagascar.